# Hippolyte Barascud
Pour les articles homonymes, voir Hippolyte.
Antoine Hippolyte Barascud, né le 10 juin 1819 à Saint-Affrique (Aveyron) et mort le 9 avril 1899 à Saint-Affrique, est un homme politique français.

## Biographie
Avocat à Montpellier, il quitte le Barreau en 1848 pour exploiter ses domaines agricoles. Maire de Saint-Affrique et conseiller général, il est député de l'Aveyron de 1871 à 1881 et de 1885 à 1893, siégeant à gauche, puis évoluant progressivement vers le centre droit.

## Distinctions
- Chevalier de la Légion d'honneur (16 mars 1872)

## Sources
- « Hippolyte Barascud », dans Adolphe Robert et Gaston Cougny, Dictionnaire des parlementaires français, Edgar Bourloton, 1889-1891 [détail de l’édition]
- « Hippolyte Barascud », dans le Dictionnaire des parlementaires français (1889-1940), sous la direction de Jean Jolly, PUF, 1960 [détail de l’édition]